# František Němec (kameraman)

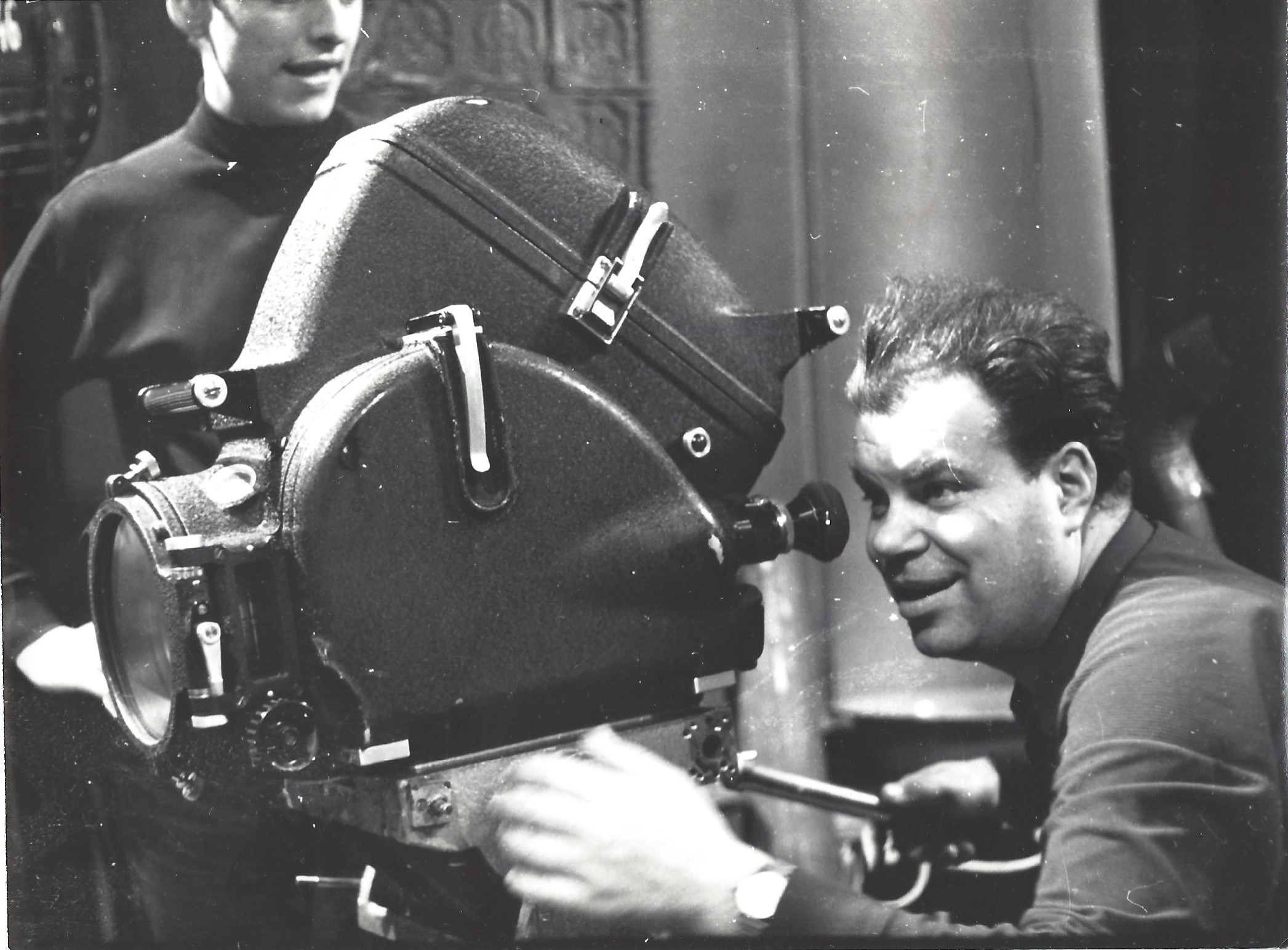
Za kamerou ve studiu

František Němec (* 20. listopadu 1932) je český kameraman a fotograf.

## Život
Narodil se 20. listopadu 1932 v Hodoníně v tehdejším Československu. Později se s celou rodinou přestěhoval do Prahy, kde studoval na katedře filmového a televizního obrazu FAMU u profesora Jana Stallicha. Po dokončení studia v roce 1959 nastoupil jako kameraman do České televize. Za svého působení v České televizi se zaměřoval především natáčení pohádek a pořadů pro děti, mezi jeho tvorbu tak patří známý večerníčkový seriál Krkonošské pohádky nebo oblíbená pohádka O princezně, která ráčkovala. Zejména z počátku své kariéry ale realizoval i ztvárnění klasických literárních děl, například inscenaci Evženie Grandetová (1966) nebo TV seriál Jana Eyrová (1973).
Vedle profese kameramana se věnoval i fotografii a během svých cest pořídil nepřeberné množství snímků, dokumentující význačná místa, památky i přírodní scenerie po celé Evropě. Je členem Asociace českých kameramanů (AČK) a Filmového a televizního svazu (FITES). V roce 2013 převzal ocenění za celoživotní dílo MFF ve Zlíně.
Dne 23. února 2017 převzal Němec v kině Lucerna cenu DILIA za celoživotní dílo. Na návrh svého prezidia mu ji udělila Asociace českých kameramanů.

## Filmografie
Kameraman:
1998
- Kouzelný šíp [TV inscenace]
- O Johance s dlouhými vlasy [TV inscenace]

1997
- Jak vyléčit ježibabu [TV inscenace]
- O vílách Rojenicích [TV inscenace]

1995
- O kumburské meluzíně [TV inscenace]
- Princ z pohádky [TV inscenace]

1994
- Hvězdopravcův dar [TV hra]

1993
- Jánošova kouzelná flétnička [TV inscenace]

1992
- Ariadnina nit [TV inscenace]
- Pastýř a princezna [TV inscenace]

1991
- Ahmed a Hazar [TV inscenace
- Lhát se nemá, princezno! [TV inscenace]

1990
- Démantový déšť [TV inscenace]
- Hádanice [TV inscenace
- Heřmánci [TV seriál]
- Jak s Kubou šili všichni čerti [TV inscenace]
- O těch Martinových dudách [TV inscenace

1989
- Pane králi, jdeme z dáli [TV inscenace]
- O čarovné Laskonce [TV seriál]
- Strom pohádek: Dobro a zlo [TV inscenace]
- Strom pohádek: Pasáček a císařova dcera [TV inscenace]

1988
- Kalhoty od krejčího ze Lhoty [TV inscenace]
- Kouzelnice od Křídového potoka [TV inscenace]
- Strom pohádek: Bez práce nejsou koláče [TV inscenace]
- Strom pohádek: Rozhodni obraze krásný [TV inscenace]

1987
- Balónová pohádka [TV inscenace]
- Drátenická pohádka [TV inscenace]
- Nechte to koňovi [TV inscenace]
- O houslích krále snů [TV inscenace]
- Vltavská víla [TV inscenace]

1986
- Pavouk se smaragdovýma očima [TV inscenace]
- Plaváček [TV film]
- Statečný Azmun [TV inscenace]
- Švec z konce světa [TV inscenace]
- O princezně, která ráčkovala [TV inscenace]

1985
- A co ten ruksak, králi? [TV inscenace]
- Drahý Bedřichu [TV hra]
- Chán Sulejmán a víla Fatmé [TV inscenace]
- O chamtivém strašidle [TV inscenace]
- Princezny nejsou vždycky na vdávání [TV film]
- Pták Žal [TV inscenace]
- Putování za měsíční nitkou [TV inscenace]
- Slunečnice [TV inscenace]
- Žáku Kašíku, nežeň se! [TV film]

1984
- Ferdinande, vrať se! [TV inscenace]
- Králi, já mám nápad [TV inscenace]
- Letní pohádka [TV inscenace]
- O líné Nitce a prstýnku s rubínem [TV inscenace]
- O nosaté čarodějnici [TV inscenace]
- Tlustý pradědeček [TV film]
- Zlaté kapradí [TV inscenace]

1983
- Kmotři z blat [TV inscenace]
- Kočičí povídání [TV inscenace]
- Nevěsta z obrázku [TV inscenace]

1982
- O bílém jadýrku [TV inscenace]
- Pošťácká pohádka [TV inscenace]
- Třeboňská pohádka [TV inscenace
- Vojáček a dračí princezna

1981
- Královna bludiček [TV inscenace]
- Hadač od Saidovy zahrady [TV hra]
- Holubník [TV hra]
- Jak namalovat ptáčka [TV hra]

1978
- Čarovné prstýnky [TV inscenace]
- Pohádka o ebenovém koni [TV inscenace]
- Všichni za jednoho [TV inscenace]

1977
- Blaťácká povídačka [TV inscenace]
- Uloupený smích [TV inscenace]
- Vo Brikitě [TV inscenace]

1976
- Až bude padat hvězda [TV inscenace]
- O třech bratřích [TV inscenace]
- Panenka z vltavské tůně [TV inscenace]
- Petřička [TV inscenace]

1975
- Čertova nevěsta [TV inscenace]
- Ten kůň musí pryč [TV film]
- Zlatá přadlena [TV inscenace]

1974
- O princi Janovi a princezně Marfušce [TV inscenace]
- Padla kosa na kámen [TV inscenace]
- Princ Chocholouš [TV film]
- Krkonošské pohádky [TV seriál]

1973
- Jana Eyrová [seriál]

1972
- Čarodějův učeň [TV adaptace]
- Svatá noc [TV inscenace]
- Jak princezny spaly na hrášku [TV inscenace]
- Pohádky z tisíce a jedné noci [TV seriál]
- Zločin na Zlenicích hradě [TV film]

1970
- Čert a Káča [TV inscenace]
- Dvě Cecilky [TV inscenace]
- Princezna Lada [TV inscenace]

1969
- Hádankář Vojta [TV inscenace]
- První láska [TV inscenace]

1968
- Lev a jeho brýle [TV inscenace]

1966
- Evženie Grandetová [TV inscenace]

1963
- Strašidlo, které se směje [TV inscenace]

Asistent kamery:
1958
- Žižkovská romance

Supervize:
1985
- O loupežníku Olbramovi [TV inscenace]